# Jacques Chaban-Delmas
Jacques Chaban-Delmas (7 de Março de 1915 - 10 de Novembro de 2000 ) foi um político, desportista e resistente francês. Ocupou o cargo de primeiro-ministro da França, entre 20 de Junho de 1969 a 6 de Julho de 1972. Foi ainda presidente da Câmara de Bordéus ao longo de várias décadas.
Dá nome ao antigo estádio do clube de futebol Bordeaux, da primeira divisão da França, substituído por um mais moderno depois do Euro 2016.